# Leopard de copac
Leopardul de copac (Neofelis nebulosa), numit și leopard pătat, panteră de ceață sau pungmar, este o felidă găsită din Himalaya, în Asia de Sud-Est și în China, și a fost clasificată ca vulnerabilă în 2008 de către IUCN. Mărimea populației totale este suspectată a fi mai puțin de 10.000 indivizi maturi, populația având o tendință de scădere, fiecare populație fiind mai mică de 1.000 de adulți. Leopardul de copac este considerat legătura evolutivă între felidele mari și felidele mici.
Neofelis diardi, care trăiește în Sumatra și Borneo este diferită din punct de vedere genetic, fiind considerată în 2006 specie separată. Ambele specii Neofelis sunt cele mai mici felide din subfamilia Pantherinae (felide mari), și nu sunt în strânsă legătură cu leopardul.

## Caracteristici

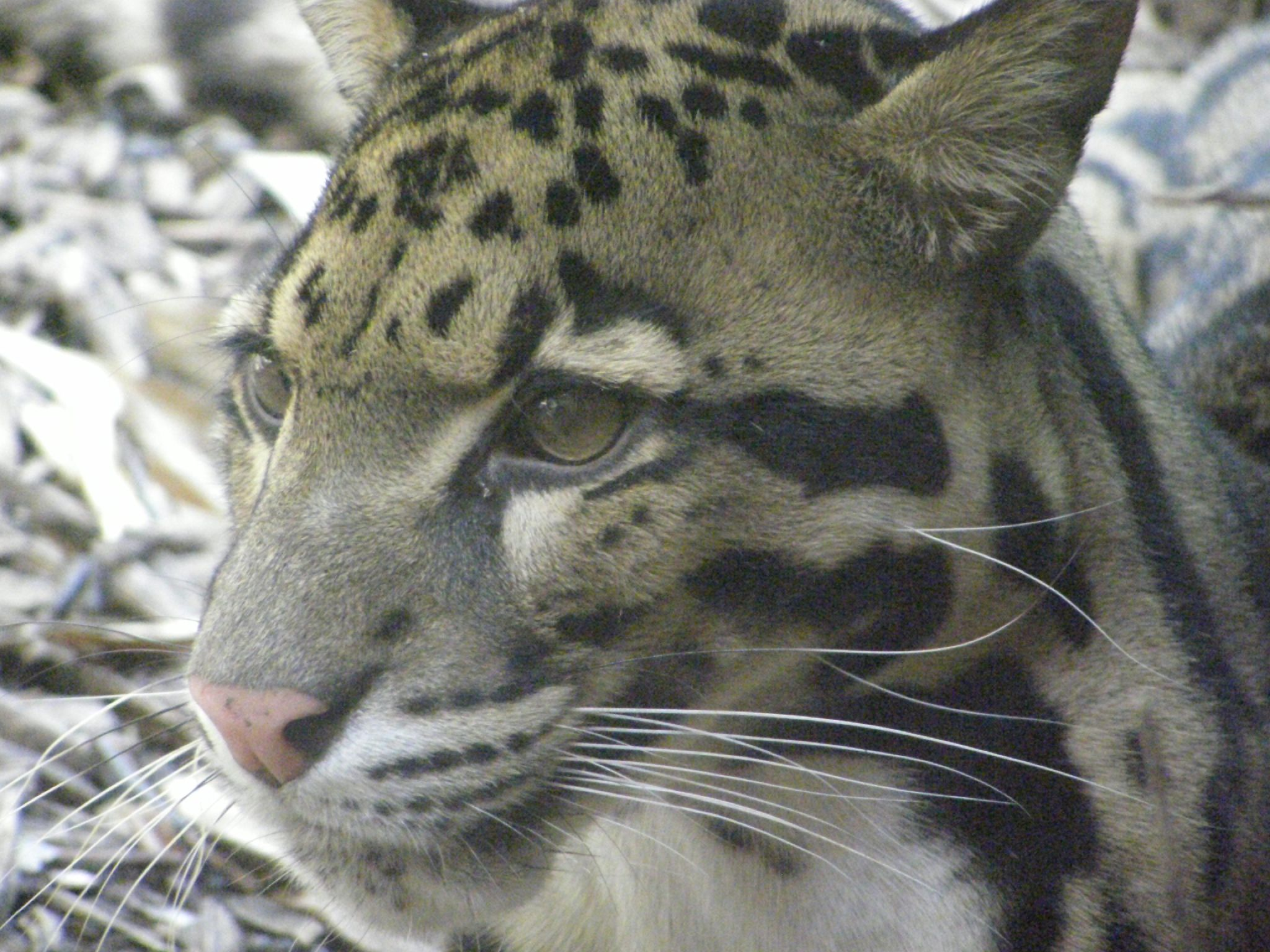
Capul unui leopard de copac

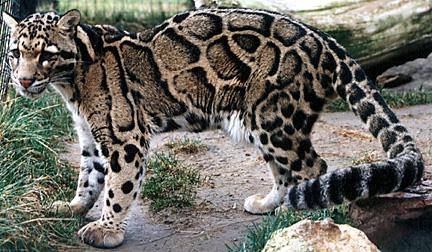
Un leopard de copac la Feline Conservation Center, Rosamond, California

Leoparzii de copac au o blană roșcată, și sunt marcate distinct cu pete mari, neregulate în formă, asemănătoare norilor. Acest aspect unic a determinat ca numele felidei să vină de la cuvântul „nebulosus” (latinescul „acoperit”).
Femelele sunt mai mici decât masculii. 
Irișii lor sunt, fie gri-verzui sau galben-maronii. Picioarele lor sunt scurte și robuste, cu labe mari. Au membrele destul de scurte în comparație cu alte felide, dar membrele posterioare sunt mai lungi decât membrele din față pentru a facilita săriturile.
Înălțimea lor variază, fiind între 50 și 55 cm la umăr.
Caninii superiori pot măsura 4 cm (1,6 inchi) sau mai mult.

## Răspândire și habitat
Leoparzii de copac trăiesc la poalele munților Himalaya din Nepal, Myanmar, Bhutan, Thailanda, Malaezia, Indochina, și în China, la sud de râul Yangtze.
In India, leoparzii trăiesc în nordul Bengalului de Vest, Sikkim, Arunachal Pradesh, Manipur, Meghalaya, Mizoram, Nagaland, și Tripura. 
În Assam au fost observate în păduri, dar nu au fost înregistrate apariții în zonele protejate. În Himalaya, au fost fotografiați la altitudini de 2,500-3,720 m (8,200-12,200 picioare) între aprilie 2008 și mai 2010, în Rezervația Biosferei Khangchendzonga din Sikkim.

## Distribuția subspeciilor
| Subspecie                        | Atribuit lui           | An   | Răspândire                  | Stare de conservare |
| -------------------------------- | ---------------------- | ---- | --------------------------- | ------------------- |
| Neofelis nebulosa nebulosa       | Edward Griffith        | 1821 | sudul Chinei, estul Myanmar | vulnerabil          |
| Neofelis nebulosa macrosceloides | Brian Houghton Hodgson | 1853 | Nepal, Myanmar              | vulnerabil          |
| Neofelis nebulosa brachyura      | Robert Swinhoe         | 1862 | Taiwan                      | dispărut (în 1990)  |

## Reproducere
Masculii și femelele au aproximativ 26 de luni la prima împerechere. Împerecherea are loc de obicei în lunile decembrie și martie.Masculul nu este implicat în creșterea puilor. După o perioadă de gestație de 93 ± 6 zile, femelele dau naștere la un număr de pui de la unu la cinci (dar cel mai adesea trei pui).
Inițial, puii sunt orbi și neajutorați, cântărind între 140 și 280 g. Puii pot vedea în aproximativ 10 de zile de la naștere. Ei ating maturitatea la aproximativ șase luni, și, probabil, devin independenți la aproximativ 10 luni de la naștere.
În captivitate, leoparzii de copac au o durată de viață medie de 11 ani. Un leopard a trăit până la aproape 17 ani.

## Conservare
Vânătoarea de leoparzi de copac este interzisă în Bangladesh, China, India, Malaezia, Myanmar, Nepal, Taiwan, Thailanda și Vietnam. Neofelis nebulosa nu este protejată prin lege în afara zonelor protejate ale Bhutan. Vânătoarea este reglementată în Laos. Aceste interdicții, sunt prost aplicate în India, Malaezia și Thailanda.